# Nils Silfverskiöld
Nils Silfverskiöld (Gotemburgo, Suecia, 3 de enero de 1888-Estocolmo, 8 de agosto de 1957) fue un gimnasta artístico sueco, campeón olímpico en Estocolmo 1912 en el concurso por equipos "sistema sueco".

## Carrera deportiva
En las Olimpiadas celebradas en Estocolmo (Suecia) en 1912 consigue el oro en el concurso por equipos "sistema sueco", por delante de los daneses (plata) y noruegos (bronce), y siendo sus compañeros de equipo los gimnastas: Per Bertilsson, Carl-Ehrenfried Carlberg, Nils Granfelt, Curt Hartzell, Oswald Holmberg, Anders Hylander, Axel Janse, Boo Kullberg, Sven Landberg, Per Nilsson, Benkt Norelius, Axel Norling, Daniel Norling, Sven Rosén, David Wiman, Carl Silfverstrand, John Sörenson, Yngve Stiernspetz, Carl-Erik Svensson, Karl Johan Svensson, Knut Torell, Edward Wennerholm y Claes Wersäll.
Nils Otto Silfverskiöld (3 de enero de 1888 - 8 de agosto de 1957) fue un gimnasta olímpico sueco, cirujano ortopédico e intelectual de izquierda. Como gimnasta, ganó una medalla de oro en el evento del equipo del sistema sueco en los Juegos Olímpicos de verano de 1912.  Como cirujano, desarrolló una prueba de flexión de la rodilla que luego se adaptó en un diagnóstico de discapacidades de la rodilla.  Fue empleado en el Hospital Sabbatsberg (1927), Serafimerlasarettet (1936) y el Hospital Universitario Karolinska (1940).
Silfverskiöld fue hijo de un médico, el jefe de un hospital pediátrico. En 1911 se graduó de la facultad de medicina de la Universidad de Uppsala, en 1916 recibió un título de doctor, en 1924 presentó un doctorado en ortopedia para parálisis infantil (alemán: Orthopädische Studie über Hemiplegia spastica infantilis) y luego defendió una habilitación. Su trabajo se dedicó a curar a personas discapacitadas, incluidas aquellas con extremidades faltantes. Paralelamente, enseñó gimnasia artística (hasta 1917) y se desempeñó como médico militar en Estocolmo. 
Silfverskiöld tenía fuertes simpatías antinazis y prosoviéticas. En 1937, durante la Guerra Civil Española, estableció un hospital sueco en España para ayudar a los republicanos, y más tarde se convirtió en presidente de la Federación Sueco-Soviética. 
Silfverskiöld se casó cuatro veces. Su tercer matrimonio fue en 1932 con la condesa Mary von Rosen. Su familia tenía buenas relaciones con la Alemania nazi en general y con Hermann Göring en particular. Esto dio lugar a un escándalo en la boda de Silfverskiöld y von Rosen, cuando todos los asistentes (pero no el novio y la novia) hicieron el saludo nazi a Göring.
Silfverskiöld y von Rosen tuvieron una hija, Monica Getz, la exesposa del saxofonista de jazz estadounidense Stan Getz.  También es diplomática, educadora y activista que fundó la Coalición Nacional para la Justicia Familiar.